# 伊藤晋平
伊藤 晋平（いとう しんぺい、1988年6月9日 - ）は、元東北放送のアナウンサー。

## 来歴・人物
北海道名寄市出身。既婚。子供が一人。
北海道旭川東高等学校、慶應義塾大学卒業。学生時代は放送研究会に所属し、後輩の菅生翔平は1期下にあたる。
2011年に東北放送入社。同期入社は粟津ちひろ・菊地舞美（退社）。入社後は主にスポーツ中継を担当している。
趣味はスポーツ観戦、歌詞カードを読むこと。
2022年9月10日の『あつらじ』で東北放送を退社することを発表した。番組のエンディングでは「三歳の頃から憧れていた職業、やりきった」とも発言した。同年10月末退社。

## 過去の担当番組

### テレビ
- ウォッチン!みやぎ（2011年6月 - 9月、2012年4月 - ） - スポーツコーナー担当
- Nスタみやぎ（2011年6月 - ） - スポーツコーナー担当
- サンドのぼんやり〜ぬTV（2015年4月 - ）- ナレーション
- TBCニュース
- 河北新報ニュース
- 全国高校ラグビー宮城県大会決勝戦　実況
- 全国高校ラグビー全国大会　実況
- 日本代表対東北楽天ゴールデンイーグルス　オリンピック強化試合　(2021年7月24日)　実況

### ラジオ
- TBCパワフルベースボール
- ロジャー大葉のラジオな気分（2014年4月4日 - ）- ラジオカー担当
- あっつあつ☆らじお→あつらじ（2017年4月 - ）